# Gèr (Alts Pirineus)
Gèr (en francès Ger) és un municipi francès situat al departament dels Alts Pirineus i a la regió d'Occitània. Limita al nord amb Luganhan, a l'est amb Berberust e Liàs, al sud amb Geu i a l'oest amb Biger i Agòs e Vidalòs.

## Demografia
| 1962                                       | 1968 | 1975 | 1982 | 1990 | 1999 | 2007 |
| ------------------------------------------ | ---- | ---- | ---- | ---- | ---- | ---- |
| 113                                        | 117  | 125  | 130  | 118  | 128  | 175  |
| Des de 1962: població sense dobles comptes |      |      |      |      |      |      |

## Administració
| Període | Identitat       | Partit |
| ------- | --------------- | ------ |
| 1974-   | Joseph Fourcade |        |